# كريس شارب
كريس شارب (بالإنجليزية: Chris Sharp)‏ هو عازف كمان ‏ وكاتب أغاني أمريكي، ولد في 1973 في آشفيل في الولايات المتحدة.

## وصلات خارجية
- كريس شارب على موقع ميوزك برينز (الإنجليزية)